# Темосачик
Темосачик (исп. Temósachic) — посёлок в Мексике штат Чиуауа, входит в состав одноимённого муниципалитета и является его административным центром. Численность населения, по данным переписи 2010 года, составила 1841 человек.

## Общие сведения
Название Temósachic с языка тараумара можно перевести как «земля, окружённая водой».
Поселение было основано в 1676 году иезуитами Томасом Гвадалахарой и Хосе Тардой.

## Фотографии

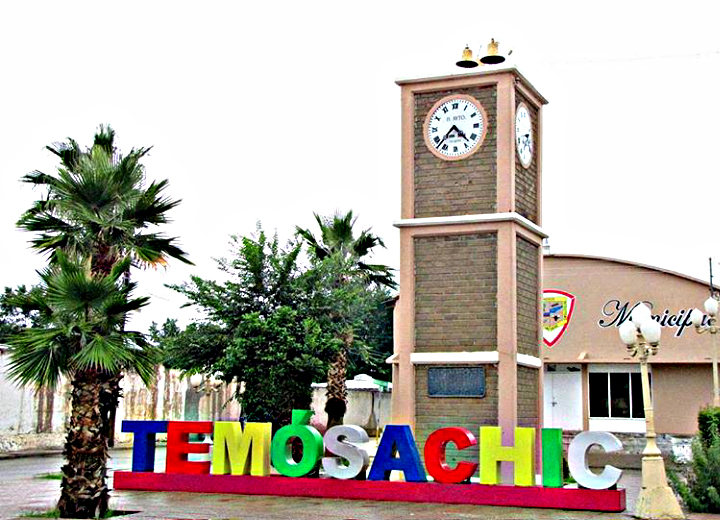
Центр
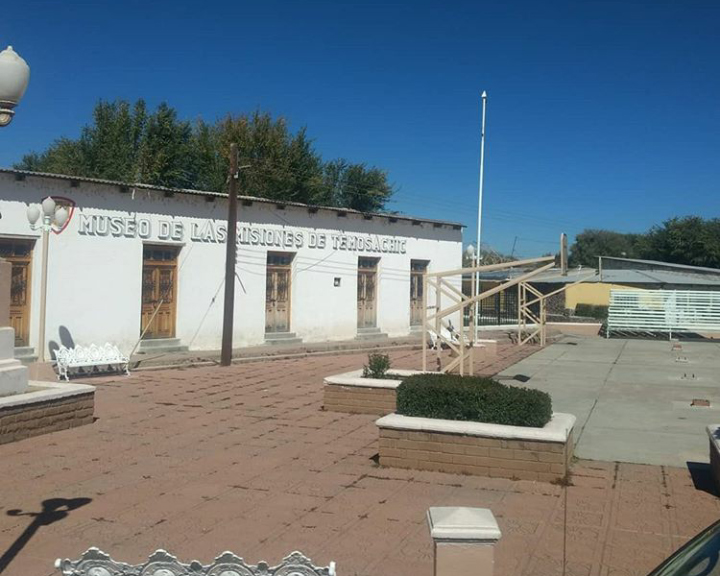
Музей Темосачика